# Dégénération
Dégénération é um single da francesa Mylène Farmer, lançado em 19 de junho de 2008. A música foi escrita por Laurent Boutonnat e si só vende cerca de 70.000 exemplares. Esta música faz parte do seu quinto álbum de originais "Point de Suture". O videoclipe foi dirigido por Bruno Aveillan em Praga, em meados de 2008. A canção foi executada durante shows do cantor em 2009.

## Singles
- CD single

1. "Dégénération" (single version) — 5:27
2. "Dégénération" (radio edit) — 4:05
3. "Dégénération" (instrumental version) — 5:27

- CD maxi / 12" maxi

1. "Dégénération" (single version) — 5:27
2. "Dégénération" (Tomer G sexy club mix) — 8:33
3. "Dégénération" (MHC future generation remix club) — 6:29
4. "Dégénération" (Manhattan clique mix) — 3:20

- CD single - Promo / CD single - Promo

1. "Dégénération" (edit version) — 3:55

- CD maxi - Promo

1. "Dégénération" (comatik club remix - Martin Solveig) — 7:04
2. "Dégénération" (Tomer G sexy club mix) — 8:28
3. "Dégénération" (single version) — 5:23

- 12" maxi - Promo

1. "Dégénération" (Martin Solveig degenerave remix) — 7:04
2. "Dégénération" (Tomer G sexy club mix) — 8:28

- CD single - Promo

1. "Dégénération" (MHC future generation remix club) — 6:29

- Digital download

1. "Dégénération" (single version) — 5:27
2. "Dégénération" (Tomer G sexy club mix) — 8:33
3. "Dégénération" (MHC future generation remix club) — 6:29
4. "Dégénération" (Manhattan clique mix) — 3:20
5. "Dégénération" (2009 live version) — 6:58

## Performances nos paradas
| Paradas (2008)    | Posição |
| ----------------- | ------- |
| Bélgica (Valônia) | 1       |
| Europa            | 6       |
| França            | 1       |
| Rússia            | 65      |
| Suíça             | 26      |